# آرامگاه امامزاده عبدالله شوشتر
آرامگاه امامزاده عبدالله شوشتر یکی از آثار ملی ایران واقع در شهر شوشتر است. نسب این امامزاده به سجاد امام چهارم شیعیان می‌رسد. ساخت اولیه این بنا مربوط به دوره خلافت عباسی است و گمان می‌رود که بر روی خرابه‌های معبد آناهیتا ساخته شده‌است. این بنا به دلیل دوره زمانی ساخت (دوره انتقال از دوره سلجوقی-خوارزمشاهی به دوره ایلخانی)، ساختار شکلی، نوع گنبد و سابقه تاریخی گنبد به عنوان نمونه پیشگام در معماری ایران به شمار می‌رود.  این بنا در کنار پل بند لشکر یکی از میراث جهانی یونسکو قرار دارد.

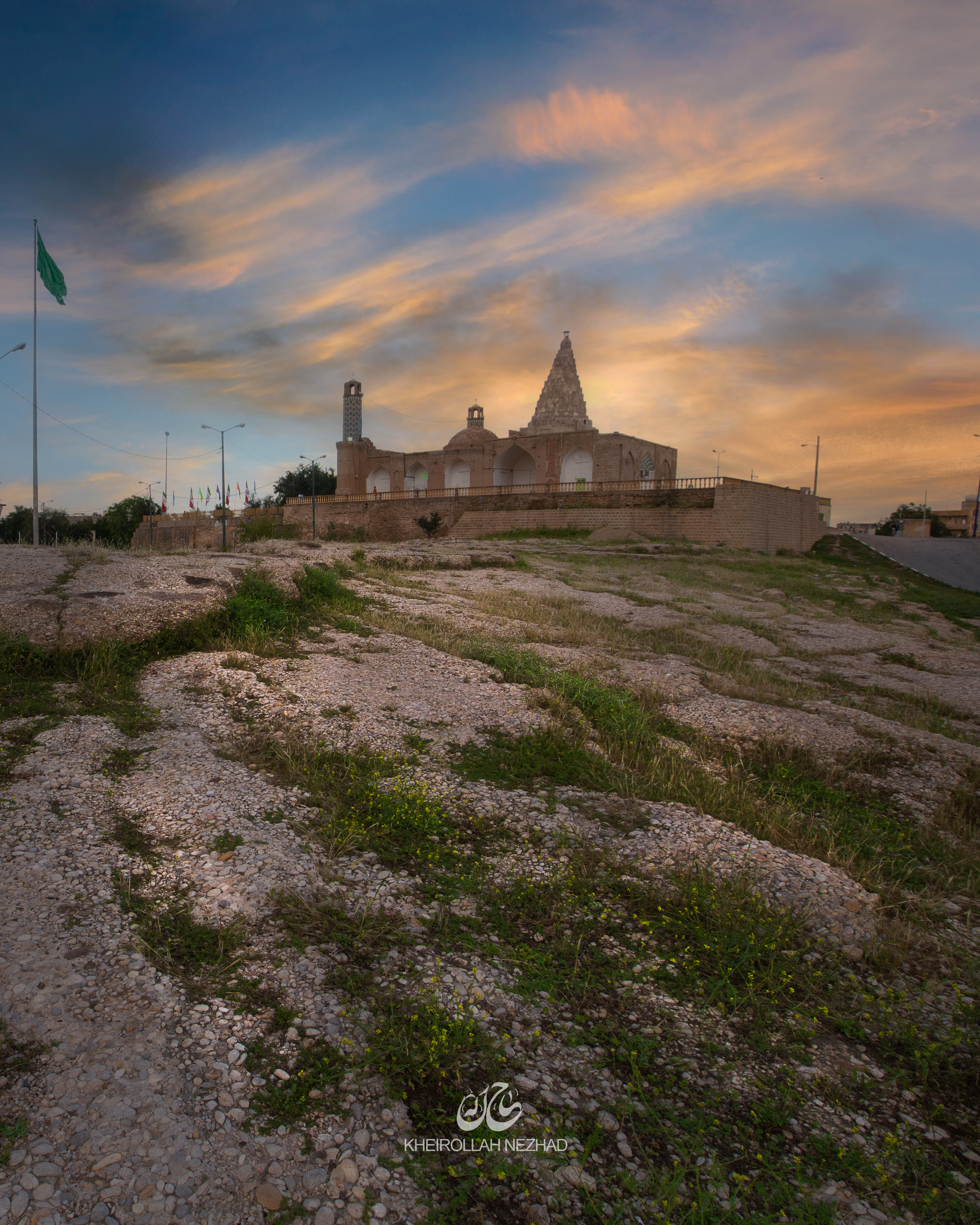
آرامگاه امامزاده عبدالله بر فراز تپه سنگی

## ویژگیهای بنا

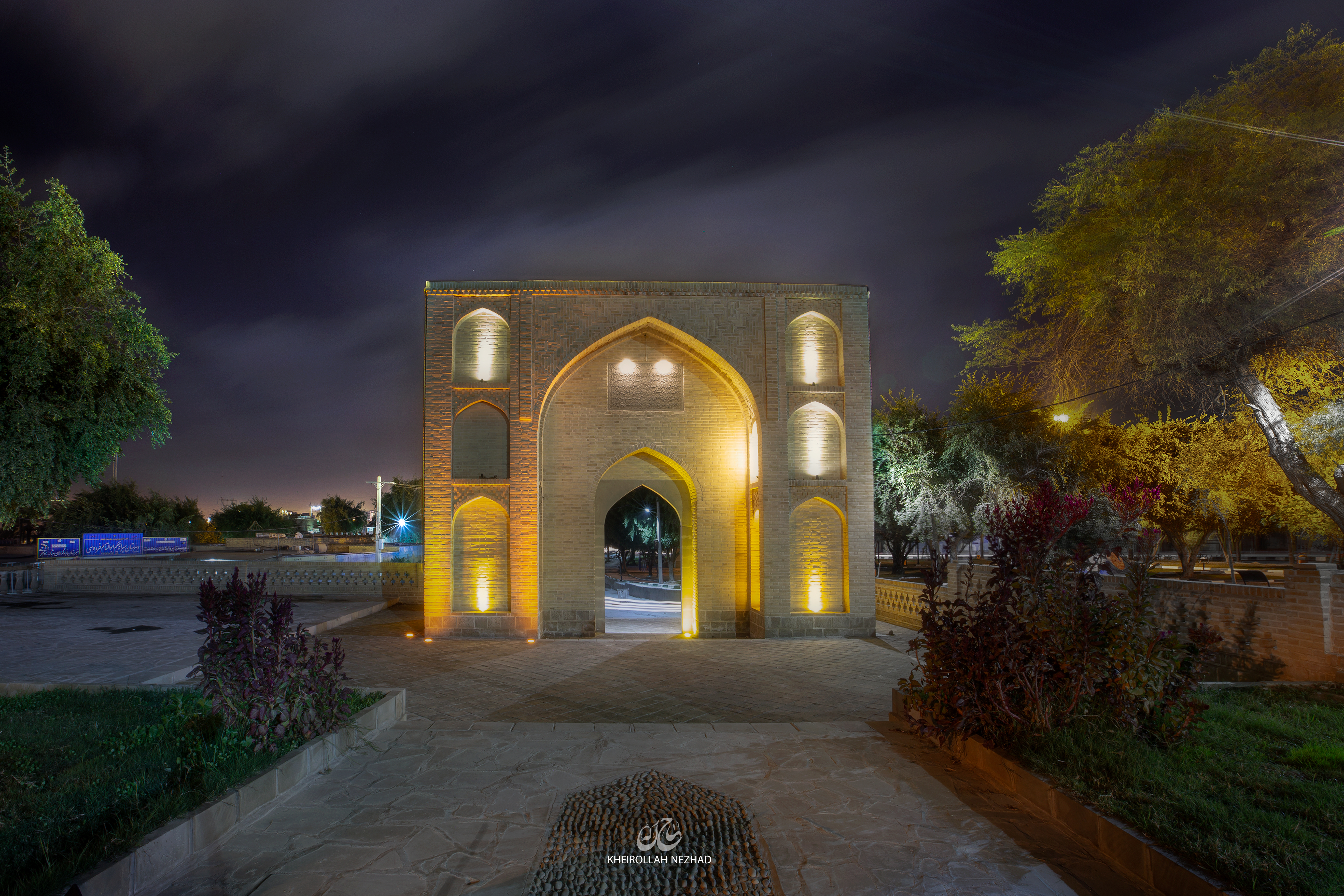
درقاپی (سردر ورودی محوطه اطراف امامزاده عبدالله)

ساخت اولیه بنا مربوط به دوره المنتصر بالله خلیفه عباسی است و در قرن هفتم هجری (۶۲۹ ه ق) تجدید بنا شده است. درب اصلی در ضلع شمالی بنا قرار دارد و تزیینات داخلی بنا شامل کتیبه‌های گچی و سنگی و گچبریهای سلجوقی و صفوی است. این بنا گنبد مضرص و استوار دارد که خاص مناطق جنوبی ایران است.  
در این بنا آرایه‌ها و کتیبه‌هایی با قدمت ۸۰۰ سال موجود است. 

## نسب و درگذشت
قاضی نورالله شوشتری در مجلس پنجم از کتاب مجالس المومنین و سید عبدالله جزایری در کتاب تذکره شوشتر از امامزاده عبدالله شوشتر با عنوان «عبدالله بن حسین بن علی اصغر بن زین‌العابدین» نام می‌برند.
مولف تذکره شوشتر، سید عبدالله جزایری شوشتری نوشته است «گویند سر اوست که در شوشتر مدفون است و باقی اعضای او عضو عضو در بلاد متفرق گردیده است.» 
وی در سال ۲۴۶ هجری به دستور متوکل عباسی و به دست والی شوشتر به قتل رسید. 

## بنا شدن بر روی خرابه‌های معبد آناهیتا

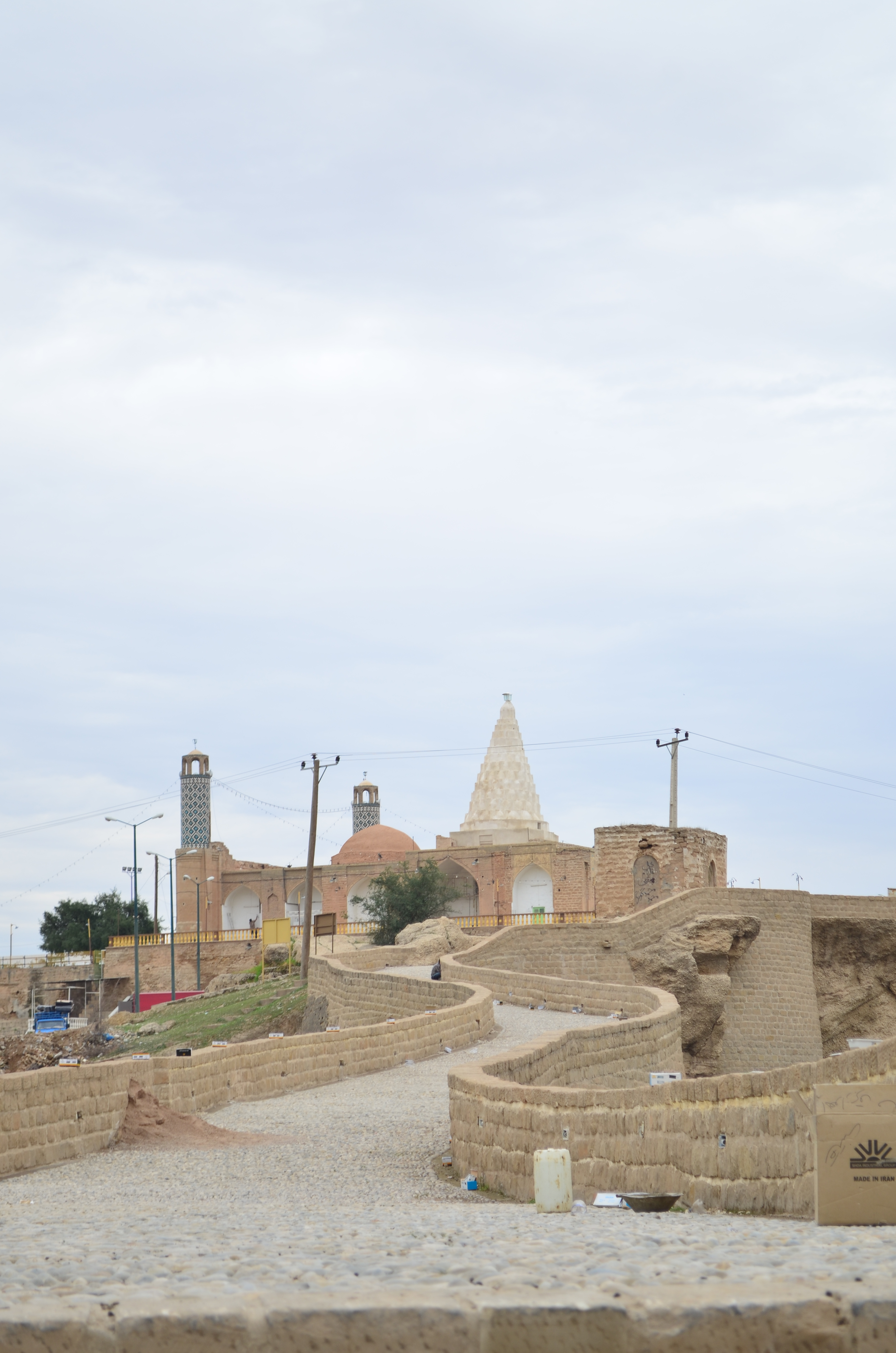
امامزاده عبدالله (شوشتر)، پل لشکر

چنان که در پرونده ثبت سیستم آبی تاریخی شوشتر در سازمان جهانی یونسکو نوشته شده، بر بلندای صخره‌ای مشرف به نواحی اطراف، در محیطی آرام و سرسبز و با رودخانه‌ای که در کنار آن جاریست یک بنای مذهبی به نام بقعه امامزاده عبدالله واقع است. پل بند لشکر به عنوان یکی از کهن‌ترین دروازه‌های شهر شوشتر، در ضلع شرقی این بنای مذهبی واقع شده و دروازه شهر تاریخی لشکر (عسکر مکرم) بوده‌است. همه موارد یادشده، هنگام ساخت معبد الهه آناهیتا (الهه آب و باروری در ایران باستان) در دوران باستان مدنظر قرار می‌گرفته‌اند.
از جمله موارد دیگری که این فرضیه را مورد تأیید قرار می‌دهد کشف مجمر (آتشدان) کوچکی در درون بقعه از جنس سنگ مرمر است. مردم شوشتر بر این اعتقاد بودند که اگر زن نازا بر روی این سنگ بنشیند و بر روی آن حرکت کند بارور خواهد شد. بدون شک ریشهٔ این باورها به گذشته و به آداب و رسوم باستانی مرتبط با آناهیتا بازمی‌گردد.

## کشف گورهای اشکانی در نزدیکی آرامگاه
در جریان مرمت پل بند لشکر در کنار آرامگاه امامزاده عبدالله توسط اداره میراث فرهنگی، صنایع دستی و گردشگری در سال ۱۳۸۷ خورشیدی، دو گور اشکانی در کنار پایه‌های پل کشف شد.